# Jean-Marc Bosman
Pour les articles homonymes, voir Bosman.
Jean-Marc Bosman (né le 3 octobre 1964 à Liège, en Belgique) est un footballeur professionnel belge qui évoluait au poste de milieu de terrain.
Bien qu'ayant fait une carrière modeste, Jean-Marc Bosman est devenu célèbre grâce à l'arrêt Bosman. Cette décision de justice de la CJCE a changé le visage du football et du sport professionnel européen, en libéralisant les transferts et en interdisant les quotas de joueurs étrangers dans une même équipe lorsque ceux-ci sont européens.

## Biographie

### Carrière de joueur
Bosman a joué milieu de terrain offensif pour le Standard de Liège et le RFC de Liège (1re division belge) ; après être passé par les sélections des moins de 14, 16, et 18 ans, il fut aussi capitaine de l'équipe de Belgique Espoirs.

### L'affaire Bosman
En juin 1990, le contrat de Jean-Marc Bosman avec le RFC Liège prit fin car il refusait la réduction de salaire de 75 % que les dirigeants du club lui proposaient dans un nouveau contrat. Il préfèra s'engager avec le club français de l'USL Dunkerque. Or, le club belge ne souhaitait pas que son joueur parte. Il exigea du club de Dunkerque une indemnité de transfert ce qui compromettait le changement d'équipe de Jean-Marc Bosman. Le joueur entama alors une action en justice contre le RFC Liège dans laquelle il remettait en cause le système des transferts sur deux points :
- le fait que le RFC Liège puisse réclamer une indemnité de transfert alors que le contrat était arrivé à terme (règlement belge) ;
- l’existence d’un quota qui empêchait les clubs européens d'avoir dans leurs équipes plus de trois joueurs étrangers ressortissants de l’Union européenne (règlement UEFA).

En 1992, indésirable dans les clubs européens, il se réfugia à la Réunion où il joua avec le club du CS Saint-Denis. Il s'intègre mal à l'équipe et décide de partir dès le mois d'août.
Le 15 décembre 1995, la Cour de justice des Communautés européennes lui donna raison. Cette décision historique a permis aux joueurs d'être libres en fin de contrat et aux clubs européens de recruter autant de ressortissants de l'Union européenne qu'ils le souhaitent. Jean-Marc Bosman, lui, obtient de fortes indemnisations mais ne parvient pas à réussir sa reconversion professionnelle.
Il arrêta sa carrière, en 1996, après avoir joué au CS Visé qui était alors un club amateur en quatrième division belge.

### Après la carrière sportive
En 2010, après quinze ans de dépression, Jean-Marc Bosman est ruiné. Il  a même passé un appel à l'aide pour subvenir aux besoins de sa famille.
En août 2013, il travaille sous contrat article 60 comme ouvrier communal à Awans en Belgique. Jean-Marc Bosman ne termine pas ce contrat et est radié du CPAS en juin 2015. « J’ai été appelé devant le conseil du CPAS le 3 juin dernier, devant quinze personnes. (…) On m’a dit que je n’avais pas assez de recherche d’emploi. Mais j’ai quand même 51 ans, c’est un problème aussi… ».

## Carrière
- Standard de Liège ( Belgique)
- RFC de Liège ( Belgique)
- Olympique Saint-Quentin ( France)
- Saint-Denis de la Réunion ( France)
- Olympic Charleroi ( Belgique)
- CS Visé (D4 belge - Amateurs)

## Palmarès
RFC Liège
- Coupe de Belgique (1) :
  - Vainqueur : 1989-90.

## Citations
- « Les footballeurs sont des esclaves. Le footballeur professionnel est le seul homme à pouvoir être vendu et acheté sans qu'on lui demande son avis. » (Raymond Kopa en 1963)[8].
- « L'arrêt Bosman, c'était tout sauf l'ultralibéralisme. C'était au contraire mettre l'être humain au centre, faire d'un footballeur un travailleur comme un autre. Mais la Commission européenne a détricoté l'arrêt. » (Luc Misson, avocat de Jean-Marc Bosman, en 2007[9])

### Source
- Marc Barreaud, Dictionnaire des footballeurs étrangers du championnat professionnel français (1932-1997), L'Harmattan, mai 1998, 320 p. (ISBN 2-7384-6608-7)